# Ferran Maximilià de Baden-Baden
Ferran Maximilià de Baden-Baden (en alemany Ferdinand Maximilian von Baden-Baden) va néixer a Baden-Baden (Marcgraviat de Baden) el 23 de setembre de 1625 i va morir a Heidelberg el 4 de novembre de 1669. Era un príncep de Baden, fill de Guillem de Baden-Baden (1593-1677) i de la seva primera dona Caterina Úrsula de Hohenzollern-Hechingen (1610-1640).
El 1669, en companyia del seu pare, del seu germà Leopold Guillem i del seu fill, que aleshores tenia catorze anys, va visitar el príncep Carles I del Palatinat, a Heidelberg. Per obsequiar-los el príncep organitzà una cacera, en el transcurs de la qual se li disparà accidentalment l'arma i el ferí en una mà. De resultes de la ferida va morir uns dies després.

## Matrimoni i fills
Després de les negociacions entre el cardenal Mazzarino i Krebs, canceller del príncep de Baden, Ferran Maximilià es casà a l'església de Sant Eustaqui de París el 15 de març de 1653 amb la princesa Lluïsa Cristina de Savoia-Carignan (1627-1689), filla del príncep de Carignan Tomàs (1596-1656) i de la comtessa Maria de Borbó-Condé (1606-1692). Un casament entre nobles alemanys i princeses savoianes relativament freqüent en l'època, donat que molts nobles savoians s'instal·laven a Alemanya, sobretot a Baden, on podien ocupar diversos càrrecs oficials.
El matrimoni va tenir un fill, Lluís Guillem de Baden-Baden (1655-1707), que es casà amb Sibil·la Augusta de Saxònia-Lauenburg (1675-1733). Tres mesos després, el pare de Ferran Maximilià el reclamà perquè tornés a Baden, però la seva dona es negà a abandonar la Cort de Versalles. I el nen va ser confiat a la seva madrastra Maria Magdalena d'Oettingen (1619-1688).